# جيك ريتشاردسون
جيك ريتشاردسون (بالإنجليزية: Jake Richardson)‏ (و. 1985 – م) هو ممثل، وممثل تلفزيوني، من الولايات المتحدة الأمريكية، ولد في فان نويس.

## وصلات خارجية
- جيك ريتشاردسون على موقع IMDb (الإنجليزية)
- جيك ريتشاردسون على موقع ألو سيني (الفرنسية)
- جيك ريتشاردسون على موقع أول موفي (الإنجليزية)
- جيك ريتشاردسون على موقع قاعدة بيانات الفيلم (الإنجليزية)
- جيك ريتشاردسون على موقع كينوبويسك (الروسية)